# Ornis Fennica
Ornis Fennica est une publication de BirdLife Finland. La revue publie des articles descriptifs, analytiques ou expérimentaux sur l'écologie, le comportement et la biogéographie des oiseaux de la Fennoscandie principalement.